# Ausonia, Frosinone
Ausonia là một đô thị thuộc tỉnh Frosinone trong vùng Lazio nước Ý. Đô thị này có diện tích 20 km², dân số 2564 người.
Đô thị này giáp các đô thị sau: Castelnuovo Parano, Coreno Ausonio, Esperia, Spigno Saturnia